# 锡纳里山

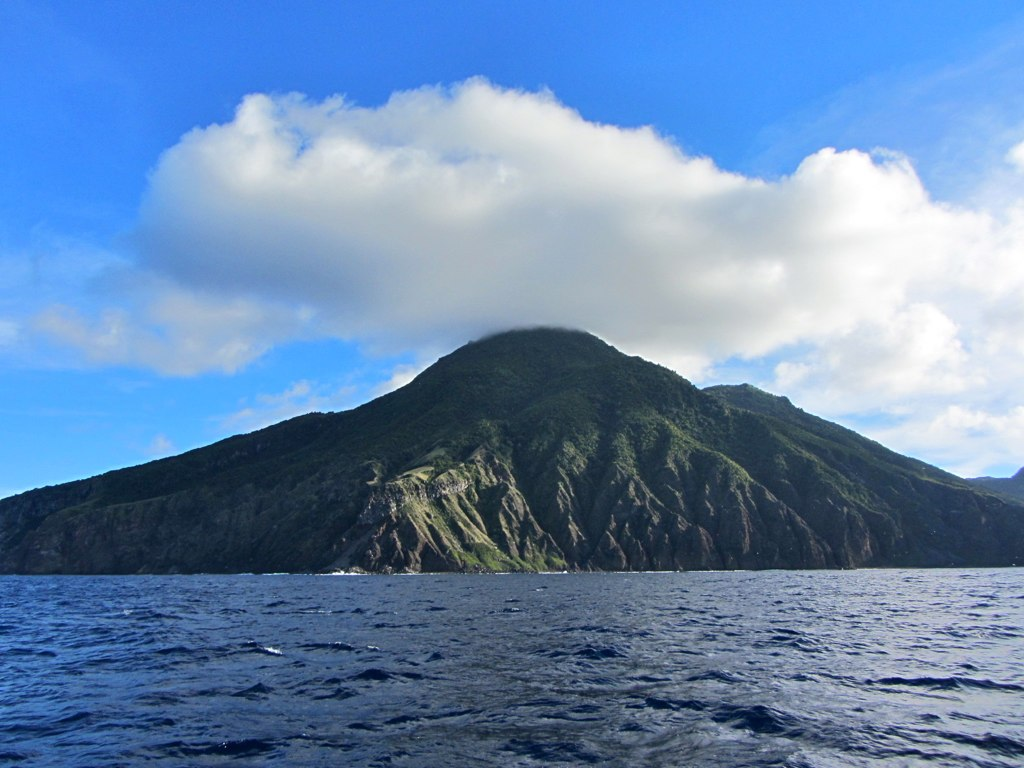
锡纳里山

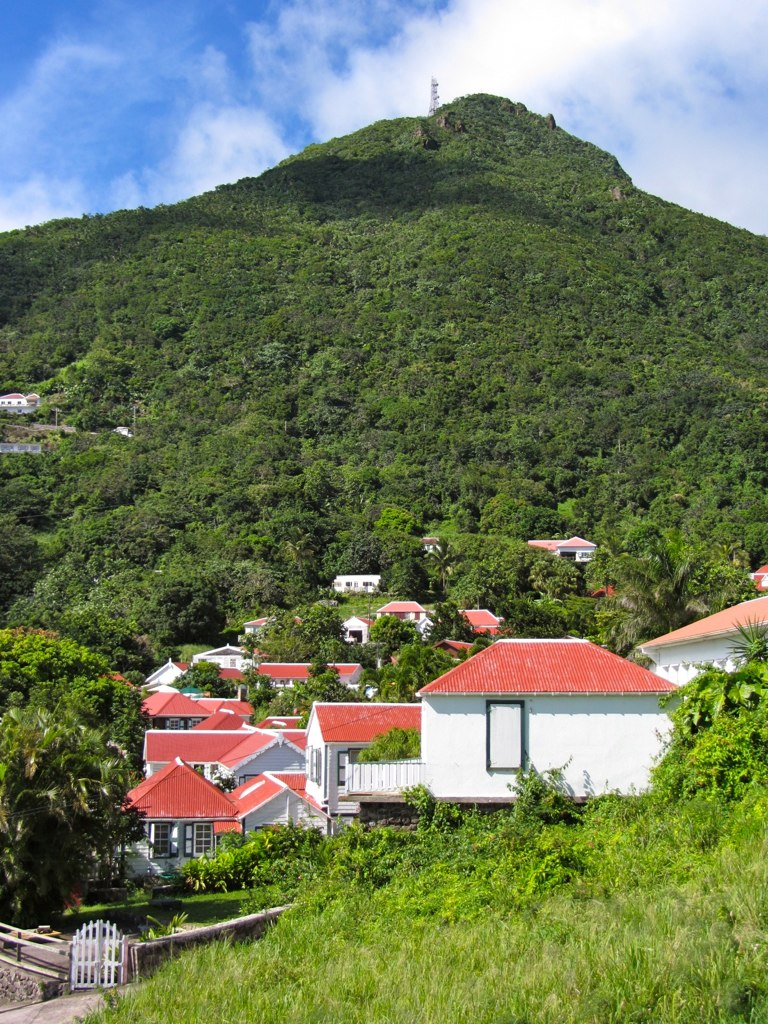
從温沃德赛德仰望锡纳里山

17°38′06″N 63°14′21″W / 17.63500°N 63.23917°W
锡纳里山（英語：Mount Scenery）是荷兰加勒比區的萨巴島上的一座潜在性活火山，是荷兰算上海外领土的最高峰（本土最高峰是法尔斯山）,位于该岛的中央，由安山岩构成，其海拔和地形突起度为887米，也是该岛和荷兰加勒比区的最高点。该火山有潜在性危险；最后爆发于1640年，包括爆炸和碎屑流。